# Leucophanes molleri
Leucophanes molleri är en bladmossart som beskrevs av C. Müller 1886. Leucophanes molleri ingår i släktet Leucophanes och familjen Calymperaceae. Inga underarter finns listade i Catalogue of Life.